# Bollons Seamount

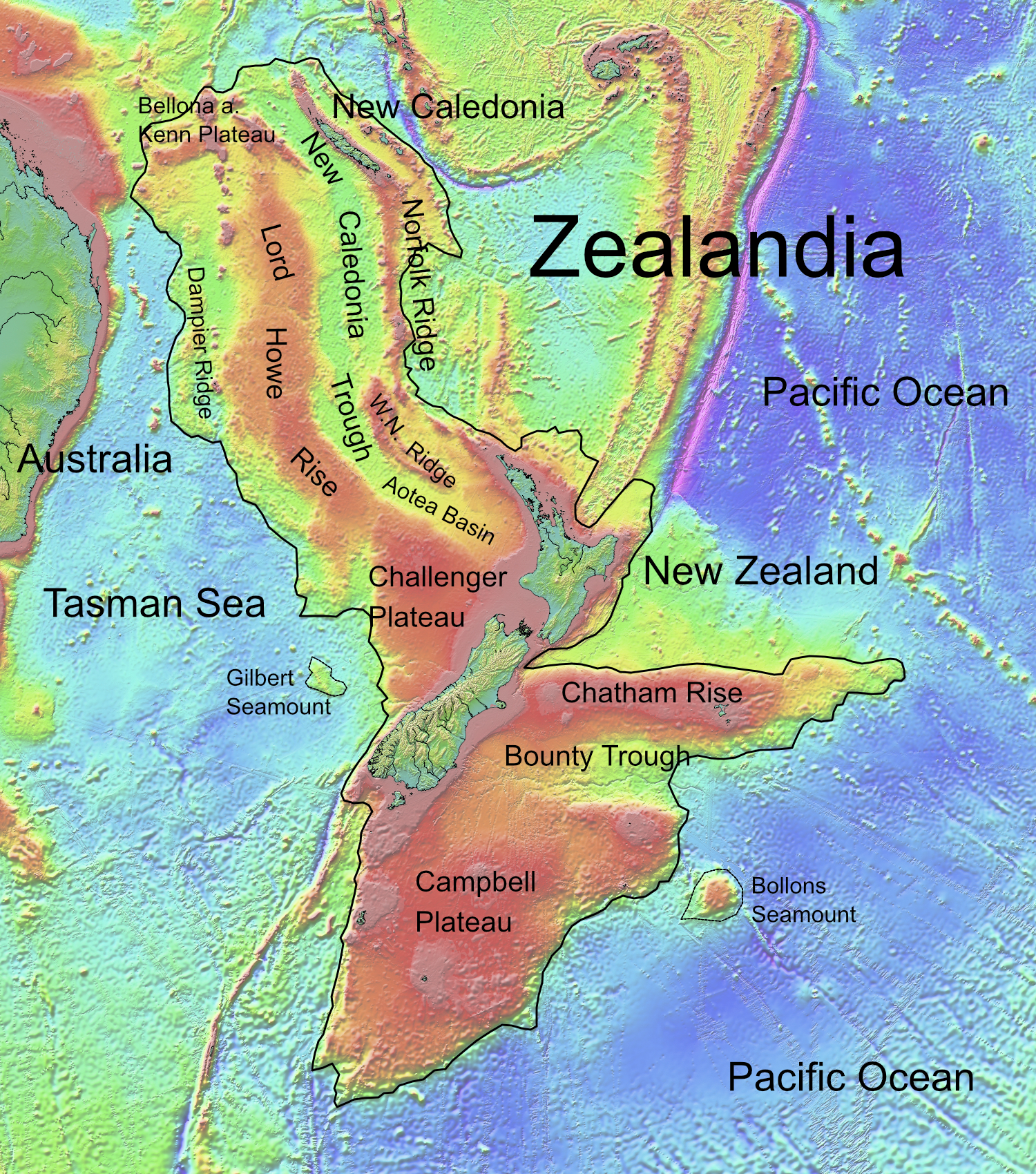
Topografische kaart van het continent Zeelandië. Bollons Seamount ligt in het zuidoosten.

Bollons Seamount is een onderzeese berg in de Grote Oceaan op ruim 1000 km ten zuidoosten van het Nieuw-Zeelandse Zuidereiland. Het is een continentaal fragment dat zich door een proces van extensietektoniek afgescheiden heeft van het continent Zeelandië. De berg is met een diameter van meer dan 100 zeemijl (ongeveer 200 km) en een oppervlakte van bijna 35.000 km² bij verre de grootste onderzeese berg in de buurt van Nieuw-Zeeland. Bollons Seamount is van op de zeebodem tot aan de top ongeveer 3600 meter hoog, al ligt de top nog steeds zo'n 800 meter onder zeeniveau.

## Toponymie
Bollons Seamount is vernoemd naar kapitein John P. Bollons (1862–1929), die een belangrijke bijdrage heeft geleverd aan de vroege maritieme geschiedenis van Nieuw-Zeeland.

## Ligging
Bollons Seamount ligt ongeveer 1150 km ten zuidzuidoosten van de Nieuw-Zeelandse hoofdstad Wellington (Noordereiland). De op het Zuidereiland gelegen stad Akaroa – die 1030 km ten noordwesten van de seamount ligt – is het dichtstbij gelegen stuk 'vasteland'. Er bevinden zich wel enkele kleine Nieuw-Zeelandse eilandgroepen op minder grote afstand van Bollons Seamount. De minst verafgelegen zijn de kleine en onbewoonde Antipodeneilanden (350 km westwaarts) en Bountyeilanden (400 km noordwestwaarts). Ruim 600 km ten noorden van de onderzeese berg liggen de Chathameilanden, die met hun 600 inwoners de dichtstbijgelegen bewoonde eilanden zijn. Het vasteland van Antarctica bevindt zich ongeveer 2500 km ten zuiden van Bollons Seamount.

## Geologie
Bollons Seamount is met een diameter van zo'n 200 km en een oppervlakte van 34.700 km² bij verre de grootste onderzeese berg in de wateren rond Nieuw-Zeeland. Van de ruim 800 gekende seamounts in de regio heeft ter vergelijking een meerderheid een oppervlakte van minder dan 20 km². Er zijn er ook vele tientallen die aanzienlijk groter zijn, maar bergen met oppervlaktes groter dan 1000 km² zijn zeldzaam. De ontegensprekelijk uitzonderlijke grootte van Bollons Seamount hangt vast aan de ontstaansgeschiedenis van de berg. Terwijl veel seamounts onderzeese vulkanen zijn, is Bollons Seamount een continentaal fragment (of microcontinent) dat door het vormen van een rift afgescheiden is geraakt van het continent Zeelandië. Dit proces van extensietektoniek vond ongeveer 70 tot 90 miljoen jaar geleden plaats.

## Geschiedenis

### Bescherming tegen sleepvisserij
Eind 2000 nam het Nieuw-Zeelandse Ministerie van Visserij het besluit om Bollons Seamount en achttien kleinere onderzeese bergen in hun exclusieve economische zone vanaf 2001 te beschermen. Onder andere het gebruik van sleepnetten werd aan banden gelegd, aangezien deze manier van vissen schade kan toebrengen aan koraalriffen. Met uitzondering van Morgue Seamount vond er toen geen sleepvisserij plaats bij deze onderzeese bergen en van de fauna bij Bollons Seamount is nog maar weinig geweten. De overheid nam deze maatregel dan ook voornamelijk preventief om alzo te verzekeren dat bestaande habitats in de toekomst zeker niet zouden beschadigd worden. De Royal Forest and Bird Protection Society of New Zealand – de grootste natuurvereniging van het land – was tevreden met deze beslissing en noemde het bij monde van hun woordvoerder "een grote stap voorwaarts op het vlak van de bescherming van diepzeebiodiversiteit.

### Bathymetrisch onderzoek
In 2002 werd Bollons Seamount aangedaan door het Continental Shelf Project van de Nieuw-Zeelandse overheid, dat als doel had de buitenste wettelijke grens van het continentaal plat af te bakenen. Dat bathymetrisch onderzoek – uitgevoerd vanop het schip Melville – was van groot belang voor wetenschappers om een beter inzicht te verkrijgen in de tot dan toe matig gekende structuur en morfologie van de berg.